# Domart-en-Ponthieu
Domart-en-Ponthieu é uma comuna francesa na região administrativa de Altos da França, no departamento de Somme. Estende-se por uma área de 17,93 km². Em 2010 a comuna tinha 1 085 habitantes (densidade: 60,5 hab./km²).